# 希爾布羅

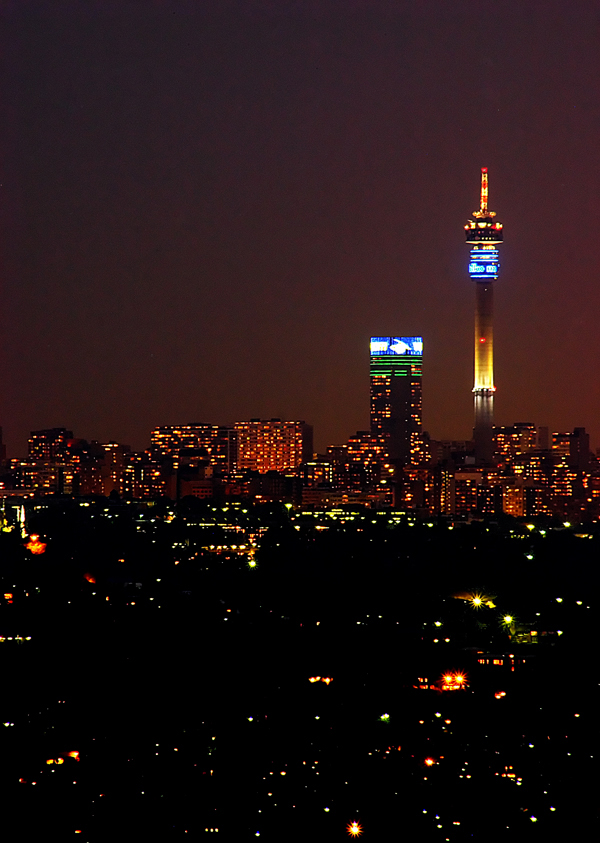
希爾布羅塔（右）與龐特城市公寓共同構成希爾布羅的天際線。

希爾布羅（英語： /ˈhɪlbroʊ/），是位於南非豪登省約翰內斯堡內城的一個住宅區。該區因人口密度高、失業率高、貧困、賣淫以及犯罪率高而聞名於世。
1970年代時，該區曾經是種族隔離政府劃定的“白人專用區”，但隨著不同種族的人們遷入，希爾布羅成為了“灰色地帶”。當時，希爾布羅是南非首個可以公開同性戀取向的地區，給人一種國際化及政治進步的感覺。然而，在種族隔離結束後，貧窮與失業的黑人人口大量湧入希爾布羅，令犯罪率飆升，街道上遍地垃圾。這種情況再加上缺乏投資及恐懼，使1980年代時的大批中產階級居民紛紛離開該區，而主要建築物亦因無人管理變得衰敗。到了1990年代，希爾布羅已變成一個城市貧民窟。
現今，希爾布羅的大多數居民均為來自鄉鎮、農村地區或非洲其他地區的移民，當中許多人都生活在赤貧之中。市區重建計劃正在進行中。該區設有主要供當地居民使用的街頭市場，而約翰內斯堡美術博物館裡收藏了當地著名藝術家威廉·肯特里奇的作品。

## 歷史
在1886年發現威特沃特斯蘭德的黃金之前，希爾布羅位於名為蘭德耶拉赫特（Randjeslaagte）的一塊政府用地上，該區是現今約翰內斯堡中心商業區的前身。當時，蘭德耶拉赫特區只是一片呈三角狀的荒地，並無作任何耕種用途。希爾布羅的名字源於穿過約翰內斯堡中心商業區的山脊。這片土地所有權由J·尼科爾斯擁有，其後他將土地賣給了德蘭士瓦抵押貸款金融公司:129。1894年至1895年間，理查德·柯里成功在拍賣中投得希爾布羅，且將其規劃為近郊住宅區:129。1897年，希爾布羅成為約翰內斯堡環境衛生委員會的用地:129。第二次世界大戰後，發展商以高價購買希爾布羅，並陸續在該區建造起公寓:129。

### 同性戀群體
20世紀中期開始，希爾布羅因其不斷壯大的同性戀群體而著名。從1960年代起，許多同性戀機構與出版物都會選擇在希爾布羅成立或印刷。在希爾布羅，同性戀群體規模很大，勢力也十分強大，實行種族隔離的執政國民黨甚至因此而派出支持同性戀者權利的候選人萊昂·德·比爾到該區參選1987年大選。他承諾推進議會內的同性戀者權利，並恢復希爾布羅的“白人專用區”地位，之後德·比爾在大選中勝出，消息獲該區的同性戀出版物《出口》大肆宣傳。在競選期間，德·比爾得到同性戀群體的支持，最終他贏得選舉，成為南非首位以支持同性戀者為競選綱領，且勝出選舉的民選官員。
1990年，南非首間愛滋病毒培訓與信息中心在希爾布羅開設，中心最初的服務對象主要是白人同性戀者。不過，隨著希爾布羅的種族人口結構出現變化，接受愛滋病毒相關治療的群體亦有所改變。到了1990年代後期，診所的服務對象主要為異性戀的黑人女性。隨著希爾布羅陷入嚴重衰退，多數的同性戀者（主要是白人）都在十年內陸續離開該區。

### 引用
1. 1 2 3 4  . Census 2011.   [2019-12-04]. （原始内容存档于2020-05-17）.
2. ↑  Richter, Marlise. . HIV and the World of Work Conference.   [30 January 2019]. （原始内容存档于2020-05-17） （英语）.
3. ↑  Conway, Daniel. . Journal of Southern African Studies. December 2009, 35 (4): 849–863. doi:10.1080/03057070903313210.
4. 1 2  . 自由時報. 2014年7月5日  [2019年12月5日]. （原始内容存档于2020年5月17日）.
5. ↑  Morris, Alan. . Johannesburg: University of the Witwatersrand Press. 1999.
6. ↑  . IOL Property. 16 August 2016  [9 December 2019]. （原始内容存档于2020-05-17）.
7. ↑  . World Bank Group.   [9 December 2019]. （原始内容存档于2020-09-29）.
8. 1 2  Raper, Peter E.; Moller, Lucie A.; du Plessis, Theodorus L. . Jonathan Ball Publishers. 2014: 1412. ISBN 9781868425501.
9. 1 2 3 4  Musiker, Naomi; Musiker, Reuben. . Cape Town: Francolin. 2000. ISBN 978-1868590711.
10. ↑  Engin F. Isin; Peter Nyers. . Taylor & Francis. 27 June 2014  [2019-12-04]. ISBN 978-1-136-23795-9. （原始内容存档于2020-05-17）.
11. ↑  Edwin Cameron; Mark Gevisser. . Routledge. 13 September 2013: 61–62  [2019-12-04]. ISBN 978-1-136-65595-1. （原始内容存档于2020-05-17）.
12. ↑  de Waal, Shaun. . Mail & Guardian. 1 September 1989  [1 September 2019]. （原始内容存档于2019-09-01）.

### 來源
- Daniel Conway (2009) 'Queering Apartheid: the National Party's 1987 'Gay Rights' Election Campaign in Hillbrow', Journal of Southern African Studies, 35,4: 849–863.
- Glynn Griffiths and Paddy Clay, Hillbrow (Cape Town, Don Nelson, 1982)
- Kgebetli Moele, Room 207 (Kwela Books, 2006)
- Alan Morris, Bleakness and Light: Inner City Transition in Hillbrow, Johannesburg (Johannesburg, University of Witwatersrand Press, 1999)
- Phaswane Mpe, Welcome to Our Hillbrow (Pietermaritzburg, University of KwaZulu-Natal Press, 2001)
- Ivan Vladislavic, The Restless Supermarket (Cape Town, David Philip, 2001)

## 外部連結
- Hillbrow Tower （页面存档备份，存于）
- www.thehousegroup.org （页面存档备份，存于）